# Ulster Trophy 1950
IV Ulster Trophy se jela 12. srpna 1950 na okruhu Dundrod na 15 kol po 11.936 km, celkem 179,04 km.

## Výsledky
| Pozice | Jezdec             | Vůz             | Čas      |
| ------ | ------------------ | --------------- | -------- |
| 1      | Peter Whitehead    | Ferrari 125     | 1h19m09  |
| 2      | Bob Gérard         | ERA B           | 1h19m25  |
| 3      | Cuth Harrison      | ERA B           | 1h20m24  |
| 4      | Joe Kelly          | Alta GP         | à 1 kolo |
| 5      | Torrie Large       | Maserati 6CM    | à 1 kolo |
| Kolo   | Odstoupily         | -               | -        |
| 9      | Sidney Allard      | Allard J2-Steyr | Těsnění  |
| 7      | Bob Baird          | MG R            | Havárie  |
| 5      | Brian Shawe-Taylor | ERA B           | Magneto  |
| 4      | Geoff Crossley     | Alta GP         | Magneto  |

### Nestartovali
- Archie Butterworth - A.J.B.-Steyr
- Hector Graham - Cooper-JAP
- David Murray - Maserati 4CLT/48
- Gordro McCrea - MG R

### Alternativní jezdci
- Duncan Kyle pro střídání s Hectorem Grahamem
- Leonard Gill/Henry Kyle pro střídání s Torrie Largem

### Nejrychlejší kolo
- Peter Whitehead (Ferrari 125), 5:06.6

### Postavení na startu
- 1.řada
  - Brian Shawe-Taylor - ERA B
    - Peter Whitehead- Ferrari 125
      - Cuth Harrison- ERA B

- 2.řada
  - Bob Gérard - ERA B
    - Joe Kelly - Alta GP

- 3.řada
  - Torrie Large- Maserati 6CM
    - Sidney Allard- Allard J2-Steyr
      - Geoff Crossley - Alta GP

- 4.řada
  - Bob Baird - MG R

| Předchozí závod: Nottingham Trophy 1950 | Ulster Trophy 1950 | Následný závod: Grand Prix Pescara 1950 |
| Předchozí závod: Ulster Trophy 1947     | Ulster Trophy      | Následný závod: Ulster Trophy 1951      |